# Ньютон-Хит
Ньютон-Хит (англ. Newton Heath) — один из географических районов Манчестера, Англия. Находится в 4,5 километрах к северо-востоку от центра города. Его население составляет 9883 человека. Исторически часть Ланкашира, ныне входит в графство Большой Манчестер.
Ньютон-Хит входит в избирательный округ Манчестер Централ вместе с центром города, Хюлмом, Бесвиком, Клейтоном, Опеншо и Мосс-Сайдом.
Из этого района «родом» футбольный клуб «Манчестер Юнайтед», с основания в 1878 году до 1902 года носивший название «Ньютон Хит (Ланкашир энд Йоркшир Рейлуэй)» (англ. Newton Heath L&YR F.C).